# Posthuman Records
Posthuman Records — американський кишеньковий лейбл, заснований Мерілін Менсоном, лідером Marilyn Manson у 2000 р. Компанію названо на честь «Posthuman», сьомого треку з Mechanical Animals (1998), третього студійного альбому гурту.

## Історія
Posthuman створено як кишеньковий лейбл Priority Records, компанії відповідальної за початок кар'єри реп-гурту N.W.A. Попри заснування власної фірми звукозапису Менсон залишився підписантом Nothing Records та Interscope Records.
Першим офіційним релізом лейблу став саундтрек фільму «Відьма з Блер 2: Книга тіней». 23 січня 2001 вийшов альбом гурту Godhead 2000 Years of Human Error.
У квітні 2002 оголошено про розпад компанії. Це змусило Godhead шукати новий лейбл.

## Студії Posthuman
Лейбл ніколи не мав власної студії. 2000 Years of Human Error записано на Dr. Kevorkian's Lab у Лос-Анджелесі, штат Каліфорнія, кавер-версію «Suicide Is Painless» у виконанні Marilyn Manson, що присутня на саундтреці стрічки «Відьма з Блер 2: Книга тіней» — можливо на The Mansion у Долині Смерті, Каліфорнія, під час студійних сесій платівки Holy Wood (In the Shadow of the Valley of Death) (2000). Зведення 2000 Years of Human Error відбувалося у лос-анджелеській Westlake Studios.

## Наслідки
У липневому інтерв'ю 2003 р. для Outburn Менсон заявив: 
«Так [Posthuman Records більше нема], але насправді діяльність лейблу ніколи не була спрямована на Marilyn Manson, позаяк я підписант Interscope… Так, мені не приносить задоволення маніпулювати й намагатися надати чиїсь праці товарного вигляду. Я за своєю натурою створюю речі, котрі, на мою думку, сподобаються людям, але я не керуюся грошима, це лише моя мотивація. Успіх потрапити до слухача керує мною. Це змусило мене відчувати себе схожим на людей, які мені не подобаються. Це був цікавий досвід, проте я не відчуваю, що це саме те, що я хочу робити».
2010 року виконавець заснував свій другий кишеньковий лейбл Hell, etc. (дочірня компанія: Cooking Vinyl). 1 травня 2012 на ньому видано альбом Born Villain.

## Ростер
- Godhead